# 기원전 40년

## 연호
- 전한(前漢) 영광(永光) 4년

## 기년
- 전한(前漢) 원제(元帝) 9년
- 신라(新羅) 혁거세 거서간(赫居世居西干) 18년

## 사건
- 안토니우스와 옥타비아누스, 브린디시 협정으로 세력권을 동부와 서부로 나누다.